# 普隆比耶尔莱班
普隆比耶尔莱班（法語：Plombières-les-Bains，法語發音：[plɔ̃bjɛʁ le bɛ̃] ⓘ）是法国大東部大區孚日省的一个市镇，属于埃皮纳勒区。

## 历史
此处的温泉（地名中的“les-Bains”即意为“沐浴”）自罗马时代即被发现，历史上伏尔泰、博马舍、拿破仑一世等均曾访问过此地温泉，此地还曾经为拿破仑家族的疗养地。
地名中的后缀“les-Bains”于1891年被加入至“普隆比耶尔”（Plombières）之后。
1858年，拿破仑三世在此地的“王子亭”（Pavillon des Princes）与撒丁王国的首相加富尔伯爵卡米洛·奔索达成了“普隆比耶尔协定”，以萨丁割让薩伏依及尼斯予法国为条件，换取法国对其的军事支持，以从奥匈帝国手中夺取伦巴第地区。
另外，普隆比耶尔冰淇淋（Plombières）可能与该地有关，而俄罗斯的普隆比尔冰淇淋（Plombir）则得名于前者。

## 地理
普隆比耶尔莱班（47°57'59"N, 6°27'47"E）面积27.2 平方千米，位于法国大東部大區孚日省，该省份为法国东北部内陆省份，北起默兹省和默尔特-摩泽尔省，西接上马恩省，南至上索恩省和贝尔福地区省，东临上莱茵省和下莱茵省。
与普隆比耶尔莱班接壤的市镇（或旧市镇、城区）包括：阿耶维莱尔-利约蒙、贝尔方丹、勒克莱瑞、圣纳博尔、勒瓦勒达若勒、克塞蒂尼、富日罗勒-圣瓦尔贝。
普隆比耶尔莱班的时区为UTC+01:00、UTC+02:00（夏令时）。

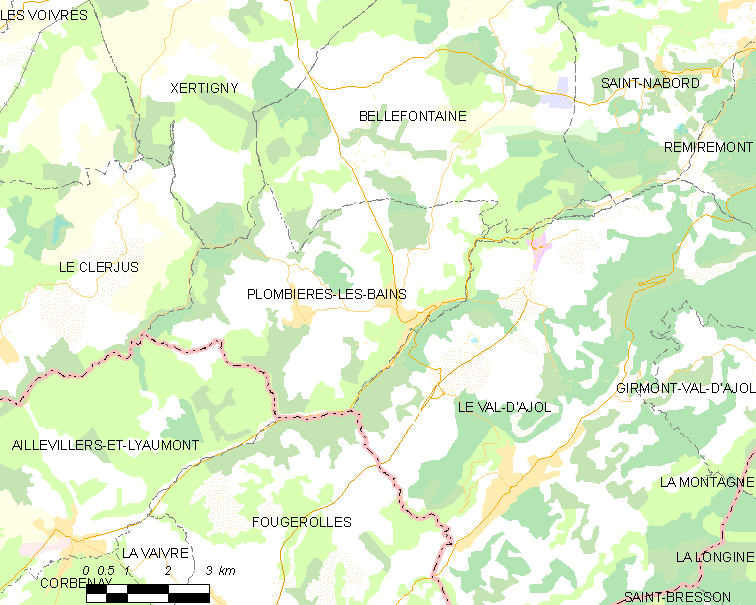
普隆比耶尔莱班的OSM定位图

## 行政
普隆比耶尔莱班的邮政编码为88370，INSEE市镇编码为88351。

## 政治
普隆比耶尔莱班所属的省级选区为勒瓦勒达若勒县。

## 人口

1962-2008年间普隆比耶尔莱班人口变化图示

普隆比耶尔莱班于2022年1月1日时的人口数量为1571人。